# Lorna Goodison
Lorna Goodison (geboren 1. August 1947 in Kingston) ist eine jamaikanische Schriftstellerin.

## Leben
Lorna Goodison besuchte in Kingston die anglikanische High School und begann ein Kunststudium an der Jamaica School of Art, das sie an der Art Students League of New York fortsetzte.
Sie arbeitete zunächst als Kunstpädagogin in Jamaika und verdiente ihr Geld in der Werbebranche. Seither ist sie freischaffende Schriftstellerin. Als Dichterin nahm Goodison verschiedene Lehraufträge wahr, so an der University of Toronto und der University of Michigan.
Ihre künstlerische Arbeit wurde verschiedentlich ausgestellt. Für die Einbände ihrer Bücher werden in der Regel Gemälde von ihr verwendet.
Für ihren zweiten Gedichtband I Am Becoming My Mother erhielt sie 1986 den Commonwealth Writers’ Prize der Region Amerika und wurde damit bekannt. Der Gedichtband Oracabessa erhielt 2014 den OCM Bocas Prize for Caribbean Literature in der Kategorie Lyrik.
Sie wurde in die Anthologie Daughters of Africa aufgenommen, die 1992 von Margaret Busby in London und New York herausgegeben wurde.
Goodison wurde zu verschiedenen Literaturfestivals eingeladen und las 1988 und 1993 auch in Deutschland auf der Interlit. Im Jahr 2013 wurde sie mit dem jamaikanischen Order of Distinction (Ritter) ausgezeichnet. 2017 wurde sie poet laureate von Jamaika, 2019 für ihr Gesamtwerk mit der Queen’s Gold Medal for Poetry ausgezeichnet und 2020 in die American Academy of Arts and Sciences gewählt.

## Werke (Auswahl)
- Tamarind Season. Institute of Jamaica, 1980
- I Am Becoming My Mother. New Beacon Books, 1986, ISBN 978-0901241689
- Heartease. New Beacon Books, 1988, ISBN 978-0901241870
- Poems. 1989
- Baby Mother and the King of Swords. Kurzgeschichten. Longman, 1990, ISBN 978-0582054929
  - Der Schwertkönig : Kurzgeschichten aus Jamaika. Übersetzung und Nachwort Wolfgang Binder. Frankfurt am Main : dipa-Verlag, 1992 ISBN 978-3-7638-0171-8
- Selected Poems. University of Michigan Press, 1992 ISBN 978-0472064939
- Jungfernbraun : Gedichte. Übersetzung und Nachwort Wolfgang Binder. Wuppertal : Hammer, 1994 ISBN 978-3-87294-624-9
- To Us, All Flowers Are Roses. University of Illinois Press, 1995, ISBN 978-0252064593
- Turn Thanks. University of Illinois Press, 1999, ISBN 978-9766371951
- Guinea Woman. Carcanet, 2000, ISBN 978-1857544862
- Travelling Mercies. McClelland & Stewart, 2001, ISBN 978-0771033827
- Controlling the Silver. University of Illinois Press, 2005, ISBN 978-0252072123
- Fool-Fool Rose Is Leaving Labour-in-Vain Savannah. Kurzgeschichten. Ian Randle, 2005, ISBN 978-9766371951
- Goldengrove. Carcanet, 2006, ISBN 978-1857548488
- From Harvey River: A Memoir of My Mother and Her Island. Atlantic Books, 2009, ISBN 978-1843549956
- By Love Possessed. Kurzgeschichten. Amistad Press, 2012, ISBN 978-0062127358
- Oracabessa. Carcanet, 2013, ISBN 978-1847772428